# Castianeira himalayensis
Castianeira himalayensis är en spindelart som beskrevs av Gravely 1931. Castianeira himalayensis ingår i släktet Castianeira och familjen flinkspindlar. Inga underarter finns listade.